# Franz von Bruchmann
Franz Joseph Vinzenz von Bruchmann (né le 5 avril 1798 à Vienne, mort le 23 mai 1867 à Gars am Inn) est un rédemptoriste autrichien.

## Biographie
Bruchmann est le fils de l'homme d'affaires et directeur de la Banque nationale autrichienne Johann Christian Maria Bruchmann (anobli en 1818) et de Justina Weis. Son père, originaire de Cologne, est l'un des hommes les plus riches de Vienne. Il dirige la Banque nationale de Vienne avec le service le plus long (de 1821 à sa mort en 1849) et est le mécène du compositeur Franz Schubert et du peintre Leopold Kupelwieser. Dans la maison de Bruchmann à Vienne, on organise pendant des années des Schubertiads, des soirées de musique et de lecture, au centre desquelles se trouve Franz Schubert.
Au début de ses études, il est avec Johann Chrysostomus Senn, Leopold Kupelwieser et Moritz von Schwind, des amis de Franz Schubert. La plus jeune sœur de Bruchmann, Justina (morte en 1830), est temporairement fiancée avec l'ami de Schubert, Franz von Schober.
En 1827, il entre après ses études à Vienne et à Erlangen, où il fait la connaissance de Friedrich Wilhelm Joseph von Schelling et August von Platen, et son doctorat le 15 mai 1827, dans la fonction publique autrichienne et le 25 juin 1827, il épouse Juliana Theresa von Weyrother, l'un des témoins est le Legationsrat Friedrich von Schlegl.
En 1831, après le décès de son épouse (le 26 octobre 1830, à la naissance de son fils Johann Baptiste Maria Ritter von Bruchmann), Franz von Bruchmann se rend à Rome avec son ami Edward von Steinle, rejoint la congrégation du Très Saint Rédempteur et est ordonné prêtre à Graz en 1833. Il suit son ami et beau-frère Rudolf von Smetana. Il fonde en 1841 à l’appel du roi Louis de Bavière la branche des Rédemptoristes à Altötting et travaille pour la diffusion de sa congrégation en Allemagne. En 1847, il procède à plusieurs exorcismes sur la mystique Louise Beck. De 1847 à 1854, il est provincial de l'ordre rédemptoriste en Allemagne et en Autriche, de 1855 à 1856 en Allemagne et 1856 à 1865 pour l'Allemagne supérieure.
Franz von Bruchmann est considéré comme une personne imposante, très intelligente, très bon orateur et est dès le début avocat des religions de la nature.
Franz Schubert met cinq de ses poèmes en musique :
- An die Leyer (D 737),
- Im Haine (D 738),
- Am See (D 746),
- Schwestergruß (D 762),
- Der zürnende Barde (D 785).